# Petrosino
Petrosino (sicilià Pitrusinu) és un municipi italià, dins de la província de Trapani. L'any 2007 tenia 7.215 habitants. Limita amb els municipis de Marsala i Mazara del Vallo.

## Administració
| Període | Identitat      | Partit        |
| ------- | -------------- | ------------- |
| 2008-   | Biagio Valenti | Llista cívica |